# 戰爭遊戲 (1983年電影)
《戰爭遊戲》（英語：WarGames），是1983年上映的一部美國冷戰科幻片。

## 劇情
一名好玩電腦的中學生大衛，在家中操作電腦時接觸到一個來歷不明的電腦系統。他以為這是一個複雜刺激的戰爭遊戲，不料這卻是美國國防部的自動作業系統，並觸發了美軍的核武系統，意外開啟第三次世界大戰與敵人同歸於盡的程式...。

## 製作
劇組曾向美國軍方徵求合作，但被五角大楼拒絕，因為軍方認為十來歲的駭客不可能弄垮美國的戰略防衛系統。

## 流行文化
自动拨打电话号码以批量扫描计算机系统的行为，因本电影剧情而广为人知，故得名“战争拨号”。后来“战争”一词也成为了批量扫描的一种泛称，如扫描Wi-Fi网络的“战争驾驶”。

著名的关于核战的格言出自本作：
|                         | A strange game. The only winning move is not to play... How about a nice game of chess? 真是个奇怪的游戏。唯一获胜的方法就是不去玩它。来一盘国际象棋怎么样？ |
| ——戰爭遊戲 (1983年電影) | |

## 外部連結
维基语录上有关WarGames的语录
- 官方网站
- 美国电影学会目录上的《WarGames》（英文）
- 互联网电影数据库（IMDb）上《戰爭遊戲》的资料（英文）
- TCM电影资料库上《戰爭遊戲》的资料（英文）
- AllMovie上《戰爭遊戲》的资料（英文）
- Box Office Mojo上《戰爭遊戲》的資料（英文）
- The IMSAI computer used in the film